# NGC 5938
NGC 5938 is een balkspiraalstelsel in het sterrenbeeld Zuiderdriehoek. Het hemelobject werd op 9 juni 1836 ontdekt door de Britse astronoom John Herschel.

## Synoniemen
- ESO 99-7
- AM 1531-664
- IRAS 15317-6641
- PGC 55582